# Дмитриевка (Александровский район)
Дмитриевка — село в составе Марксовского сельсовета Александровского района Оренбургской области.

## География
Находится недалеко от истока протекающей через село речки Ток.

## Известные уроженцы и жители
В селе родились директор Таганрогского научно-исследовательского института связи В.Н. Бровиков и Герой Советского Союза Андрей Судоргин.